# Ликинт, Фриц
Фриц Бальдуин Ликинт (1 октября 1898 — 7 июля 1960) немецкий терапевт и социал-демократ. Научно исследовал проблемы со здоровьем и социальные проблемы, связанные с алкоголем и табаком, описал в 1920-е годы рак легких от курения, а также пути развития рака дыхательных путей и верхних отделов пищеварительного тракта. В 1925 году он опубликовал статью о росте язвы желудка и рака желудка у курильщиков. Всю свою жизнь Ликинт был ангажированным социал-демократом и членом Союза «социал-демократических врачей». Из-за своей политической позиции он потерял работу в госпитале Хемница в 1934 году, вскоре после прихода нацистов к власти, и был призван на военную службу в 1939 году в качестве основного помощника. Только в 1945 году он смог вернуться к своей работе в качестве врача больницы, а затем стал директором больницы.
Ликинт был одним из первых врачей, описавших физическую и психологическую табачную зависимость как болезнь, которая нуждается в лечении, предложив ряд методов лечения (некоторые из них все еще используются). Он также указал на «антисоциальное поведение многих курильщиков, безрассудно загрязняющих окружающий воздух и наносящих вред здоровью других людей». Ликинт создал термин «пассивное курение». Нацисты узурпировали эти мысли, но одновременно снабжали солдат сигаретами и сотрудничали с немецкой табачной компанией Reemtsma, также находившейся в Австрии.
Позже пропаганда табачной промышленности в Австрии и Германии проследила происхождение движения за отказ от курения вплоть до нацистских времен, когда на самом деле было выкурено больше сигарет, чем когда-либо прежде. На самом деле движение против алкоголя и никотина началось в Социал-демократической партии в начале 20-го века, хотя исследования и идеи Фрица Ликинта также использовались в антитабачном движении в нацистской Германии. Хотя он не был первым, кто опубликовал статистические данные, свидетельствующие о связи между раком и табаком в 1929 году Ликинт опубликовал самое тщательное исследование серии случаев в то время. В 1939 году Ликинт в сотрудничестве с Комитетом Рейха по борьбе с наркоманией и немецкой антибактериальной Лигой опубликовал труд «Tabak und Organismus», представляющий собой 1200-страничный том, охватывающий 8000 публикаций, который считается крупнейшим научным сборником о вреде табака в то время. Это в свою очередь, принесло ему титул врача, «самого ненавистного табачной промышленностью». Ликинт утверждал, что табак вызывает сильное привыкание и что его употребление ответственно за тысячи случаев рака в нацистской Германии.
Как и другие врачи того времени, Ликинт также экспериментировал с радикальными подходами к лечению рака, такими как рентгенография селезенки больных раком в надежде получить противораковые гормоны. Он также ввел термин «пассивное курение».
В 1999 году был основан Научно-исследовательский институт Für Nikotinforschung und Raucherentwöhnung («Институт исследований никотина и болезней курильщиков»). Ранее с 1945 года не было Немецкого центра для таких исследований. Позднее он был назван Fritz-Lickint-Institut für Nikotinforschung und Raucherentwöhnung.

## Дальнейшее чтение
- Gilman, Sander L. Smoke: a global history of smoking / Sander L. Gilman, Xun Zhou. — Reaktion Books, 2004. — P. 284. — ISBN 978-1-86189-200-3.
- Haustein, Knut-Olaf (2004). Fritz Lickint (1898-1960) – Ein Leben als Aufklärer über die Gefahren des Tabaks. Suchtmed (нем.). 6 (3). Fritz-Lickint-Institut für Nikotinforschung und Raucherentwöhnung: 249–255. Архивировано 5 ноября 2014.